# Копальня Аббадія-Сан-Сальваторе
Копальня Аббадія-Сан-Сальваторе (Abbadia San Salvatore) – колишнє італійське гірничодобувне підприємство, що діяло дещо більш ніж за півсотні кілометрів на південний схід від Сієни.
Схили колишнього вулкану Монте-Аміата стали головним італійським гірничим районом, де видобували кіновар – ртутну руду, при цьому найбільш важливою була розташована на східному схилі копальня Аббадія-Сан-Сальваторе. Пошуки промислових покладів руди в її районі стартували на початку 1870-х, при цьому, зокрема, була споруджена розвідувальна шахта «Сбріллі». Втім, сильний приплив підземних вод змусив перервати роботи, які в подальшому відновили у 1887-му вище по схилу. В 1892-му, так і не отримавши позитивних результатів, розвідку припинили.

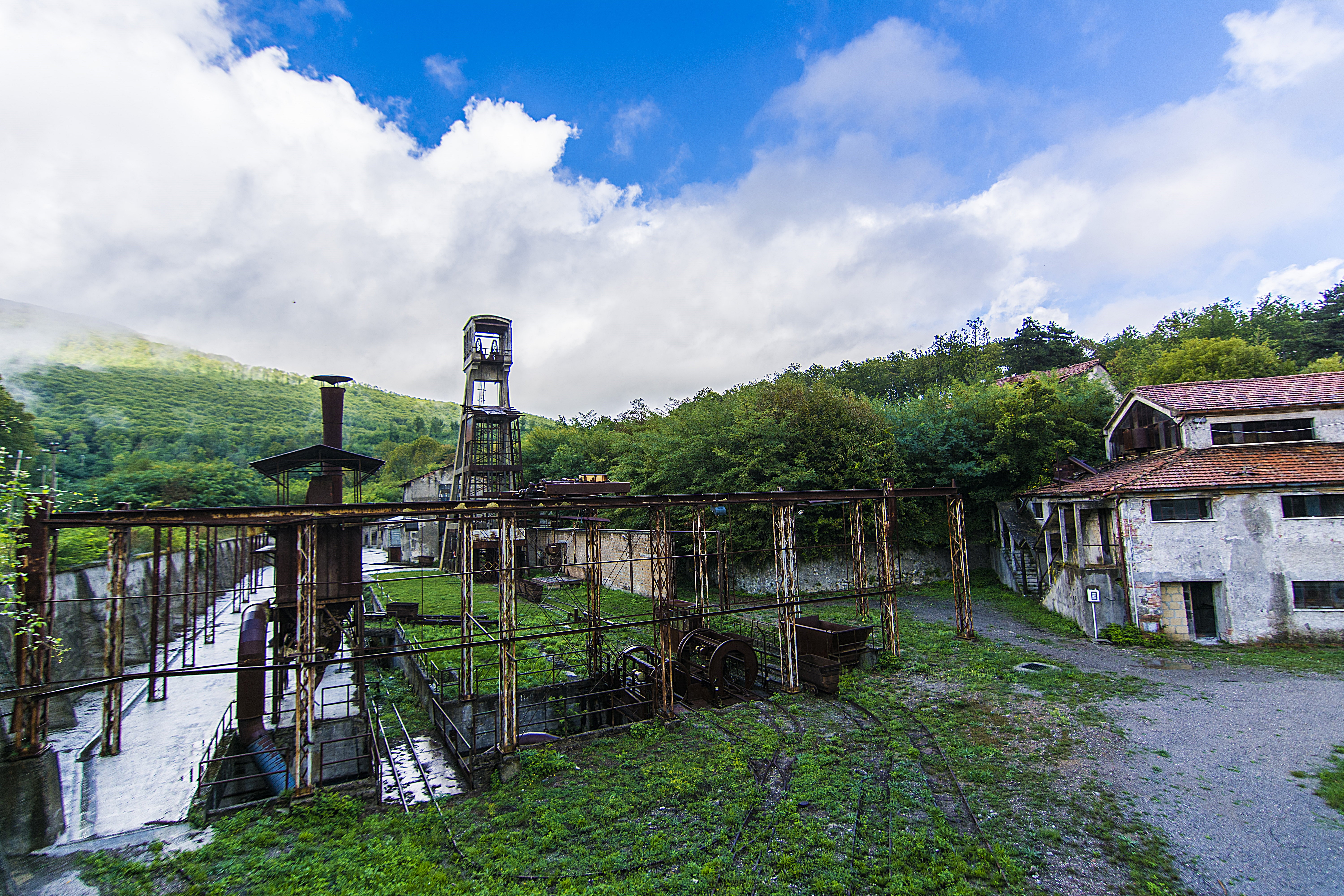
Наземний комплекс шахти «Гарібальді»

Втім, район Аббадія-Сан-Сальваторе зацікавив інших інженерів, зокрема німецьких, і в 1897-му роботи відновили через компанію Società Anonima delle Miniere di Mercurio del Monte Amiata. На цей раз справ йшла успішніше і в 1898-му вже почали видобуток кіноварі відкритим способом. Поряд з копальнею розмістили плавильні печі, які дозволяли отримувати власне метал. З 1904-го перейшли до підземної розробки і протягом кількох десятиліть рудник отримав цілий комплекс підземних споруд, серед яких можливо назвати:
- шахту «Імперо», яка після падіння режиму фашистів отримала назву «Гарібальді». Будівництво цієї споруди глибиною біля 400 метрів почалось в 1938 році;
- розташовані у комплексі виробіток «Гарібальді» сліпі шахти «Нуово» та «Аусіліаріо»;
- шахту «Італія»;
- шахту «Мафальда» (Mafalda);
- розташовану у комплексі виробіток «Італії» сліпу шахта «Сан-Каллісто»;
- ряд штолень з порталами на поверхні, зокрема, штольні VIII (найвища у коплексі, яка виявилась невдалою та пройшла поверх рудного тіла), XXI (починається на тому ж рівні, що й шахта «Мафальдо»), XXII (починається на тому ж рівні, що й «Гарібальді») та VII.
Загальна довжина галерей рудника Аббадія-Сан-Сальваторе досягнула 35 км.
Вже з 1907-го рудник забезпечувала електроенергією власна гідроелектростанція «Piagge».

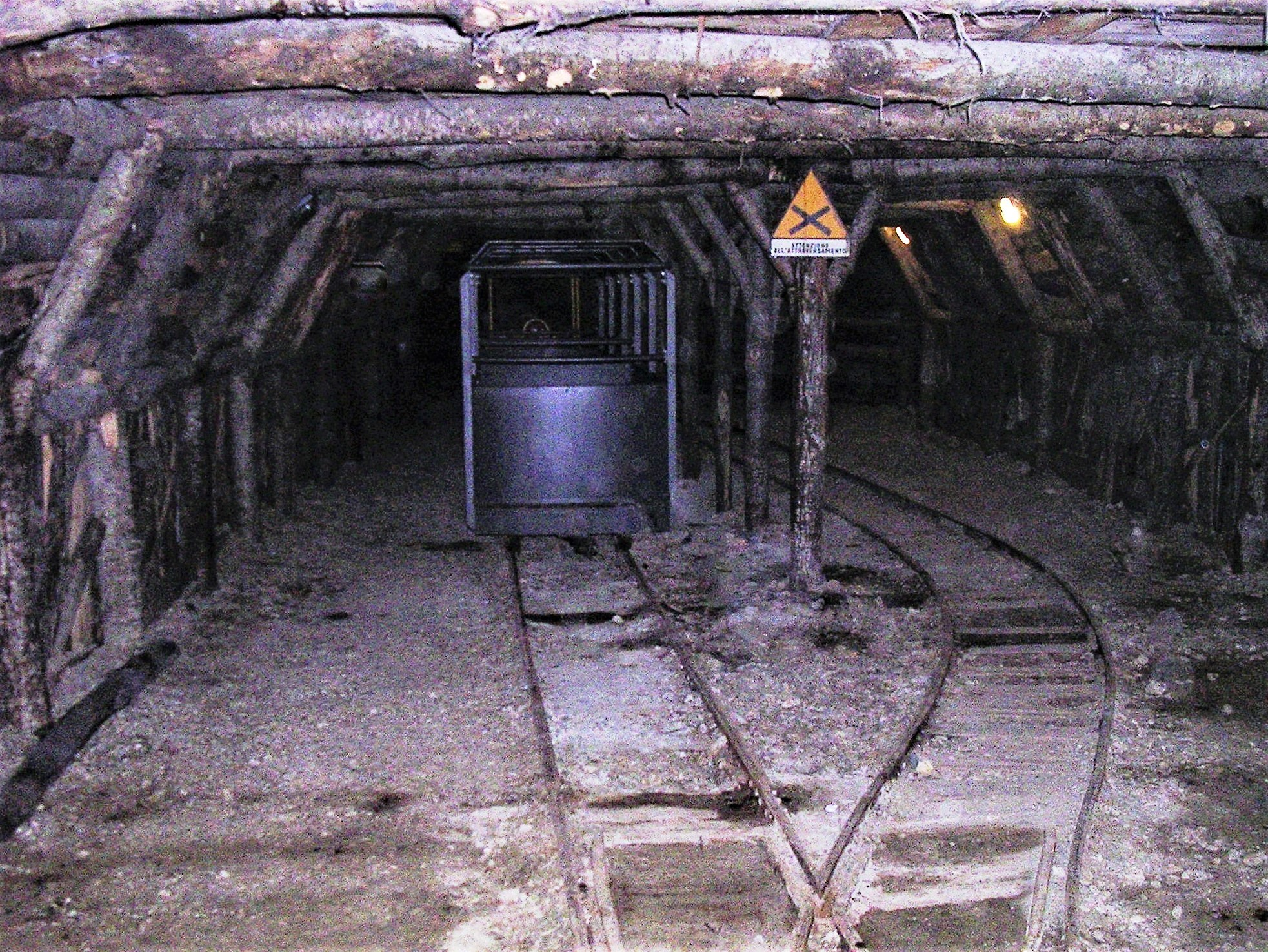
Підземна виробітка рудника

На тлі Першої світової війни відбулись перестановки у складі власників і з 1916-го рудник належав компанії Monte Amiata S.A.p.Az., яка знаходилась під контролем Banca Commerciale. 
Роботи з розвитку копальні були призупинені Світовою економічною кризою, що почалась в 1929-му, а в другій половині 1932-го рудник взагалі зупинився та не працював по 1934 рік. В 1935-му власником стала державна агенція Istituto per la Ricostruzione Industriale (IRI), при цьому попит зі сторони військової промисловості сприяв швидкому нарощуванню виробництва і в 1937-му копальня Аббадія-Сан-Сальваторе видала рекордний за всю історію обсяг ртуті у 1260 тонн. 
В 1944-му під час відступу німецьких військ комплекс рудника зазнав серйозних пошкоджень, зокрема, були зруйновані всі печі. Втім, гідроелектростанція вціліла, а вже у 1947-му рудник вийшов на довоєнний рівень та видав понад 1000 тонн ртуті. Хоча за два роки виробництво впало на чверть, проте в 1952-му на тлі Корейської війни воно знову відновилось до показника у понад 1000 тонн. На 1957 рік припав рекордний обсяг вилученої руди (але не цільового металу) – 173 тисячі тонн. Втім, вже наприкінці 1950-х відбулось чергове суттєве зниження виробництва.
Копальня припинила свою роботу в 1972 році з екологічних міркувань, оскільки на той час були отримані неспростовні дані щодо шкідливого впливу ртуті. Всього за час роботи копальні вилучили 6,28 млн тонн руди, з якої отримали 51 тисячу тонн металу, що становило біля 49% від підсумкового результату гірничодобувного району Монте-Аміата (другим за значенням виробником району стали копальні групи Сієле).
Наразі на основі копальні Аббадія-Сан-Сальваторе діє музей гірничої справи.